# Casalabriva
Casalabriva (en cors Casalabriva) és un municipi francès, situat a la regió de Còrsega, al departament de Còrsega del Sud. L'any 2006 tenia 187 habitants.

## Demografia
| 1856 | 1911 | 1962 | 1968 | 1975 | 1982 | 1990 | 1999 | 2005 |
| ---- | ---- | ---- | ---- | ---- | ---- | ---- | ---- | ---- |
| 311  | 529  | 150  | 162  | 139  | 136  | 150  | 181  | 187  |

## Administració
| Període   | Identitat          | Partit | Qualitat |  |
| --------- | ------------------ | ------ | -------- |  |
| 1945-1965 | Tony Ogliastroni   |        |          |  |
| 1965-1995 | Jean-Pierre Cesari |        |          |  |
| 1995-2002 | Jean-Marc Nicolai  |        |          |  |
| 2002-2003 | Antoine Olivesi    |        |          |  |
| 2003-     | Vincent Micheletti |        |          |  |